# Dan Burton
Danny Lee Burton, detto Dan (Indianapolis, 21 giugno 1938), è un politico statunitense, membro della Camera dei Rappresentanti per lo stato dell'Indiana dal 1983 al 2013.

## Biografia
Nato ad Indianapolis, Burton aderì al Partito Repubblicano e fu impegnato nella legislatura statale dell'Indiana fra gli anni settanta e ottanta.
Candidatosi alla Camera dei Rappresentanti nel 1970, perse contro Andrew Jacobs, Jr., il democratico in carica. Nel 1983 riuscì a farsi eleggere alla Camera e da allora fu sempre riconfermato dagli elettori.
Nel 2012, dopo quindici mandati serviti al Congresso, Burton annunciò il suo ritiro e non chiese la rielezione.
Durante i trent'anni da deputato, Burton è stato considerato un agguerrito conservatore.

## Vita privata
Si è sposato una prima volta con Barbara Logan, a cui fu diagnosticato un tumore nel 1993 all'età di 56 anni e morta nel 2002 in seguito alla malattia. La coppia ha avuto tre figli:  Kelly, Danielle e Danny. Nell'agosto 2006, Burton ha sposato la dottoressa Samia Tawil a Park City, nello Utah. Era l'internista che si prese cura della moglie di Burton durante il trattamento del cancro. Tawil e il suo primo marito avevano divorziato nel 2005.
Nel 1998 la rivista Vanity Fair doveva stampare un articolo che descriveva in dettaglio una relazione che lo stesso Burton aveva avuto nel 1983 e che aveva dato alla luce un figlio. Prima della pubblicazione, Burton è stato costretto ad ammettere di aver avuto un figlio con un ex dipendente statale fuori dal matrimonio.
Il fratello di Burton, Woody Burton, è un membro repubblicano della Camera dei rappresentanti dell'Indiana, che rappresenta il Distretto 58.
Burton è un massone di rito scozzese del 33° e membro della Evergreen-Oriental Lodge No. 500 a Indianapolis, Indiana.